# ملعب بلدية دي لا بينتانا
ملعب بلدية دي لا بينتانا (بالإنجليزية: Estadio Municipal de La Pintana)‏ هو ملعب كرة قدم يقع في سانتياغو، تشيلي، يتسع لـ 6,000 متفرج.